# Saint-Cyr-du-Bailleul

Saint-Cyr-du-Bailleul este o comună în departamentul Manche, Franța. În 1 ianuarie 2022 avea o populație de 349 de locuitori.